# Mistrzostwa Świata w Gimnastyce Artystycznej 2003
26. Mistrzostwa Świata w Gimnastyce Artystycznej odbyły się w dniach od 24 do 28 września 2003 roku w Budapeszcie. Zawody zostały zdominowane przez reprezentantki Rosji, które zdobyły sześć złotych medali na osiem możliwych. Z dobrej strony zaprezentowały się także Ukrainki, stając na najwyższych stopniach podium w pozostałych dwóch konkurencjach. Najwięcej medali zdobyła Alina Kabajewa, która w konkurencjach indywidualnych trzykrotnie była najlepsza, raz druga i raz trzecia.

## Reprezentacja Polski

### układy indywidualne
- Joanna Mitrosz − 27. (wielobój)

### układy zespołowe
- Aleksandra Zawistowska, Anna Mrozińska, Anna Maszkiewicz, Aleksandra Wójcik, Justyna Banasiak, Małgorzata Lawrynowicz - 10. miejsce (wielobój)

## Tabela medalowa
| Miejsce | Państwo  | Złoto | Srebro | Brąz | Razem |
| ------- | -------- | ----- | ------ | ---- | ----- |
| 1       | Rosja    | 6     | 2      | 3    | 11    |
| 2       | Ukraina  | 2     | 3      | 0    | 5     |
| 3       | Bułgaria | 0     | 3      | 1    | 5     |
| 4       | Białoruś | 0     | 0      | 2    | 2     |
| 4       | Włochy   | 0     | 0      | 2    | 2     |

## Medalistki
| Konkurencja:                        | Złoto:         | Srebro:          | Brąz:              |
| Układy indywidualne                 |                |                  |                    |
| wielobój indywidualnie              | Alina Kabajewa | Anna Bessonowa   | Irina Czaszczina   |
| ćwiczenia z obręczą                 | Anna Bessonowa | Alina Kabajewa   | Irina Czaszczina   |
| ćwiczenia z piłką                   | Alina Kabajewa | Anna Bessonowa   | Inna Żukowa        |
| ćwiczenia z maczugami               | Anna Bessonowa | Irina Czaszczina | Alina Kabajewa     |
| ćwiczenia ze wstążką                | Alina Kabajewa | Anna Bessonowa   | Elizabeth Paisieva |
| Wielobój drużynowo                  |                |                  |                    |
| wielobój drużynowo                  | Rosja          | Bułgaria         | Białoruś           |
| Drużynowe układy zbiorowe           |                |                  |                    |
| wielobój                            | Rosja          | Białoruś         | Włochy             |
| ćwiczenia z 3 obręczami i 2 piłkami | Rosja          | Białoruś         | Włochy             |